# Павел Александрович
Великий князь Па́вел Алекса́ндрович (21 сентября [3 октября] 1860, Царское Село — 30 января 1919, Петроград) — шестой сын императора Александра II и его супруги императрицы Марии Александровны; генерал-адъютант, генерал от кавалерии.

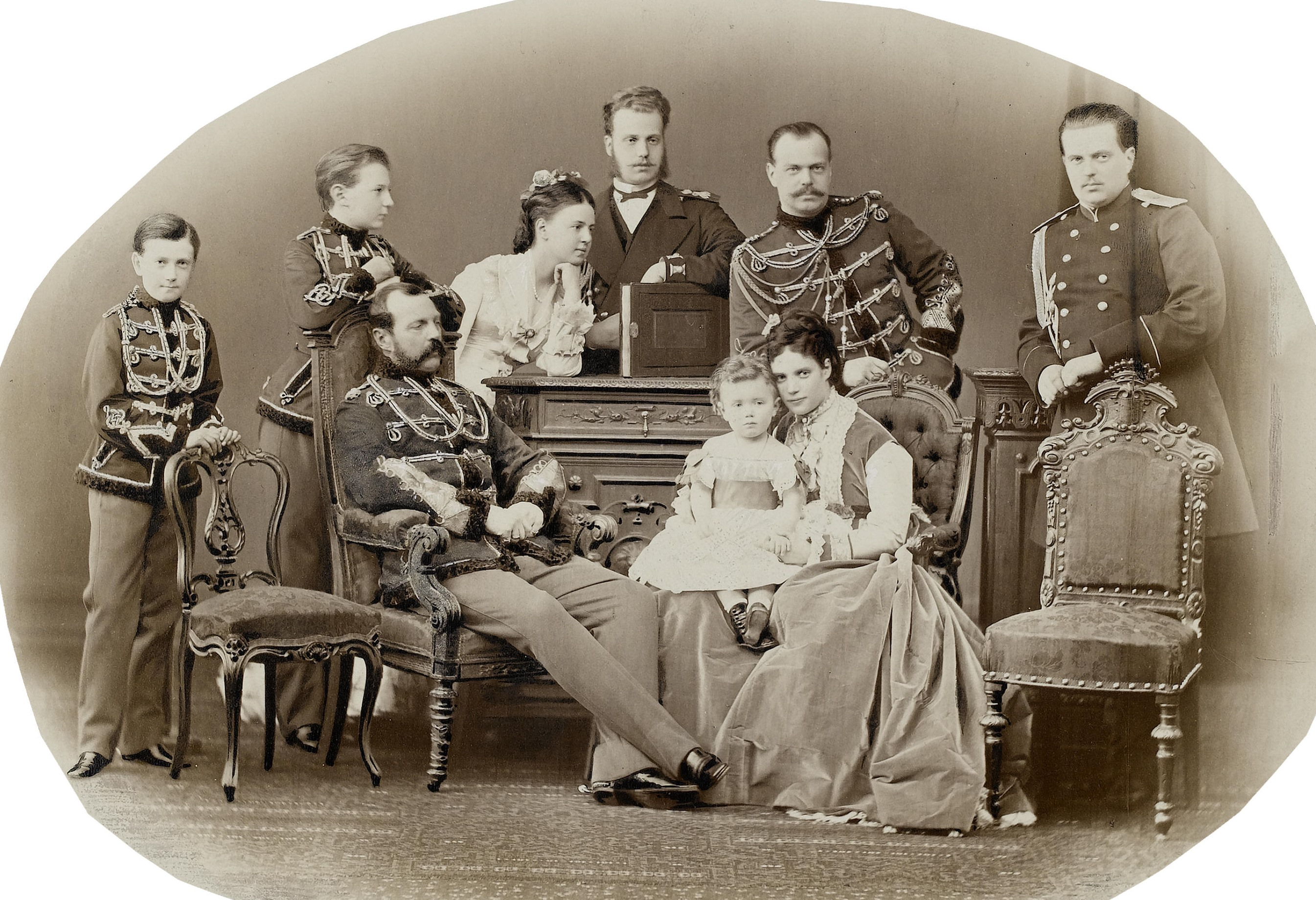
Павел (слева) на семейном фото во главе с Александром II. Около 1873 г.

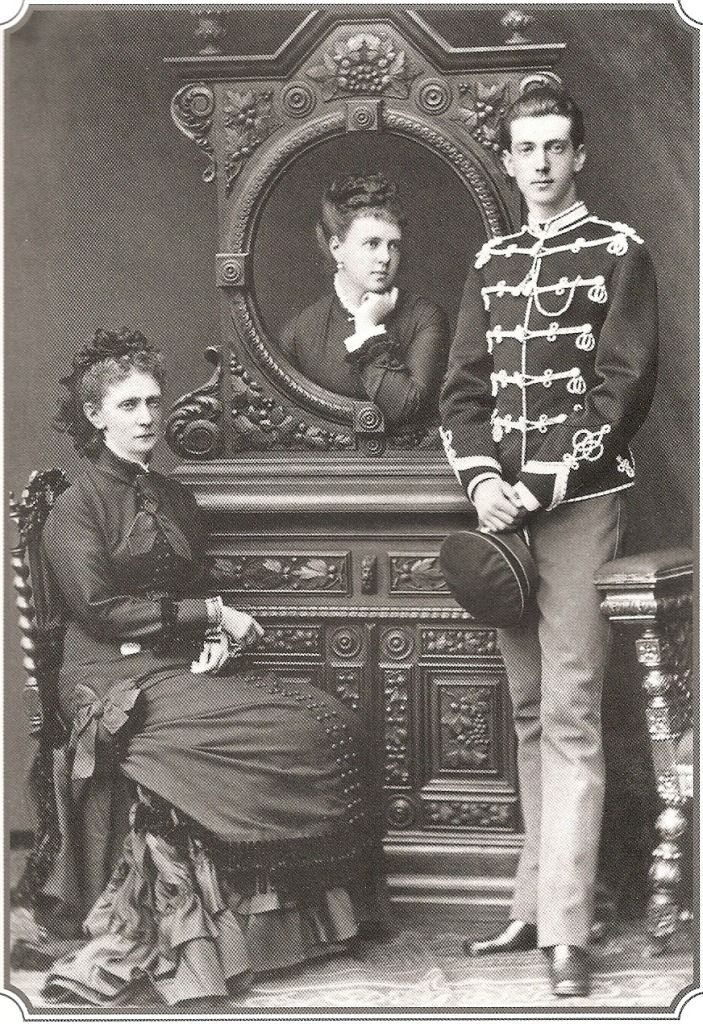
Павел Александрович в молодости с матерью и сестрой Марией. Конец 1870-х.

## Военная служба

### Чины
- гвардии корнет (21 сентября 1860)
- гвардии подпоручик (11 января 1874)
- гвардии поручик (30 августа 1876)
- гвардии штабс-ротмистр (21 сентября 1879)
- флигель-адъютант (1879)
- гвардии ротмистр (30 августа 1882)
- гвардии полковник (24 апреля 1888)
- генерал-майор (30 августа 1893)
- генерал-адъютант (1897, лишён 14 октября 1902)
- генерал-лейтенант (1898, старшинство 15 апреля 1901)

Был исключён из службы с 14 октября 1902 по 4 февраля 1905 года.
- генерал-адъютант (4 февраля 1905)
- генерал от кавалерии (старшинство 14 апреля 1913)

### Шефства
- Шеф лейб-гвардии Гродненского гусарского полка (29 мая 1865 — 14 октября 1902 и с 29 июня 1915),
- Шеф 79-го пехотного Куринского генерал-фельдмаршала князя Воронцова и имени Своего полка (21 сентября 1860 — 14 октября 1902 и с 1913),
- Шеф 63-го пехотного полка (Австрийская армия).

Числился в списках:
- лейб-гвардии Преображенского полка (21 сентября 1860 — 14 октября 1902 и с 1913),
- лейб-гвардии Конного полка (13 августа 1896 — 14 октября 1902 и с 1911),
- лейб-гвардии Кирасирского Его Величества полка (21 сентября 1860 — 14 октября 1902 и с 1913),
- лейб-гвардии Павловского полка (21 сентября 1860 — 14 октября 1902 и с 1913),
- лейб-гвардии 4-го стрелкового Императорской фамилии батальона (21 сентября 1860 — 14 октября 1902 и с 1913),
- лейб-гвардии Гродненского гусарского полка (с 1913),
- 11-го гренадерского Фанагорийского генералиссимуса князя Суворова и Е. И. В. Великого князя Димитрия Павловича полка (21 сентября 1880 — 14 октября 1902 и с 1913),
- 11-го уланского Императора Александра II полка (Австрийская армия),
- Бранденбургского кирасирского № 6 Императора Николая I полка (Прусская армия).

### Командование
- командир эскадрона лейб-гвардии Гусарского Его Величества полка (1889—1890)
- временно командующий лейб-гвардии Гусарским Его Величества полком (1890),
- командующий лейб-гвардии Конным полком (20 ноября 1890 — 30 августа 1893),
- командир лейб-гвардии Конного полка (30 августа 1893 — 11 августа 1896),
- командующий 1-й гвардейской кавалерийской дивизией (11 августа 1896 — 25 декабря 1898),
- командующий Гвардейским корпусом (25 декабря 1898 — 14 октября 1902),
- командир 1-го Гвардейского корпуса (27 мая 1916 — 13 сентября 1916),
- инспектор войск гвардии (13 сентября 1916 — 31 марта 1917).

## Награды
- Орден Святого Апостола Андрея Первозванного (17.10.1860);
- Орден Святого Александра Невского (17.10.1860);
- Орден Святой Анны 1-й степени (17.10.1860);
- Орден Белого орла (11.06.1865);
- Орден Святого Станислава 1-й степени (11.06.1865);
- Орден Святого Владимира 4-й степени (30.08.1887);
- Орден Святого Владимира 3-й степени (06.12.1894);
- Серебряная медаль в память царствования императора Александра III (26.02.1896);
- Орден Святого Владимира 2-й степени (14.05.1896);
- Серебряная медаль в память Священного коронования императора Николая II (13.06.1896);
- Орден Святого Георгия 4-й степени (23.11.1916; за отличие в делах против неприятеля, при командовании 1-м гвардейским корпусом).
- Орден Святого Стефана, большой крест (Австро-Венгрия, 1874);
- Орден Серафимов (Швеция, 19.07.1875);
- Орден Слона (Дания, 03.08.1876);
- Крест «За переход через Дунай» (Румыния, 1878);
- Орден Святого Губерта (Бавария);
- Орден Аннунциаты (Италия);
- Орден Заслуг герцога Петра-Фридриха-Людвига (Ольденбург, 04.03.1893).
- Кавалер Большого креста ордена Почётного легиона (Франция, 31.10.1893)[1];

## Церковная деятельность
Великий князь Павел Александрович был очень верующим и церковным человеком. Состоял в Свято-Князь-Владимирском братстве. Часто посещал богослужения в братском храме в Бад-Киссингене (Германия).

## Личная жизнь

### Первый брак

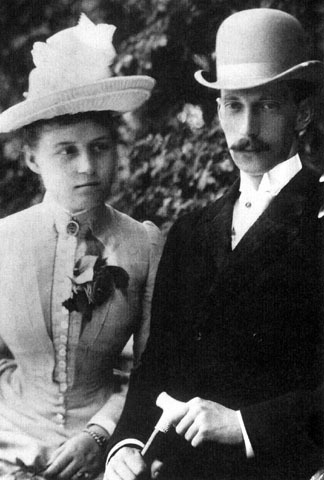
Павел Александрович и Александра Георгиевна

17 июня 1889 года в Санкт-Петербурге состоялось бракосочетание Павла Александровича и его двоюродной племянницы — греческой принцессы Александры Георгиевны (1870—1891); старшей дочери короля Эллинов Георга I и великой княгини Ольги Константиновны, двоюродной сестры Павла Александровича.
Дети:
- великая княжна Мария Павловна (1890—1958), замужем в 1 браке (1908—1914) за Вильгельмом, герцогом Сёдерманландским (сыном короля Швеции Густава V), от этого брака родился сын Леннарт, во 2-м (с 1917) — за князем Сергеем Михайловичем Путятиным; сын Роман.
- великий князь Дмитрий Павлович (1891—1942). Супруга — Одри Эмери (с ноября 1926 по 1937 год), сын Павел (родился в 1928 году).

Мать Марии и Дмитрия — Александра Георгиевна — умерла 12 сентября 1891 года вследствие преждевременных родов в возрасте 20 лет. Дети воспитывались в бездетной семье брата Павла Александровича, великого князя Сергея Александровича, и его супруги — великой княгини Елизаветы Фёдоровны.

### Второй брак

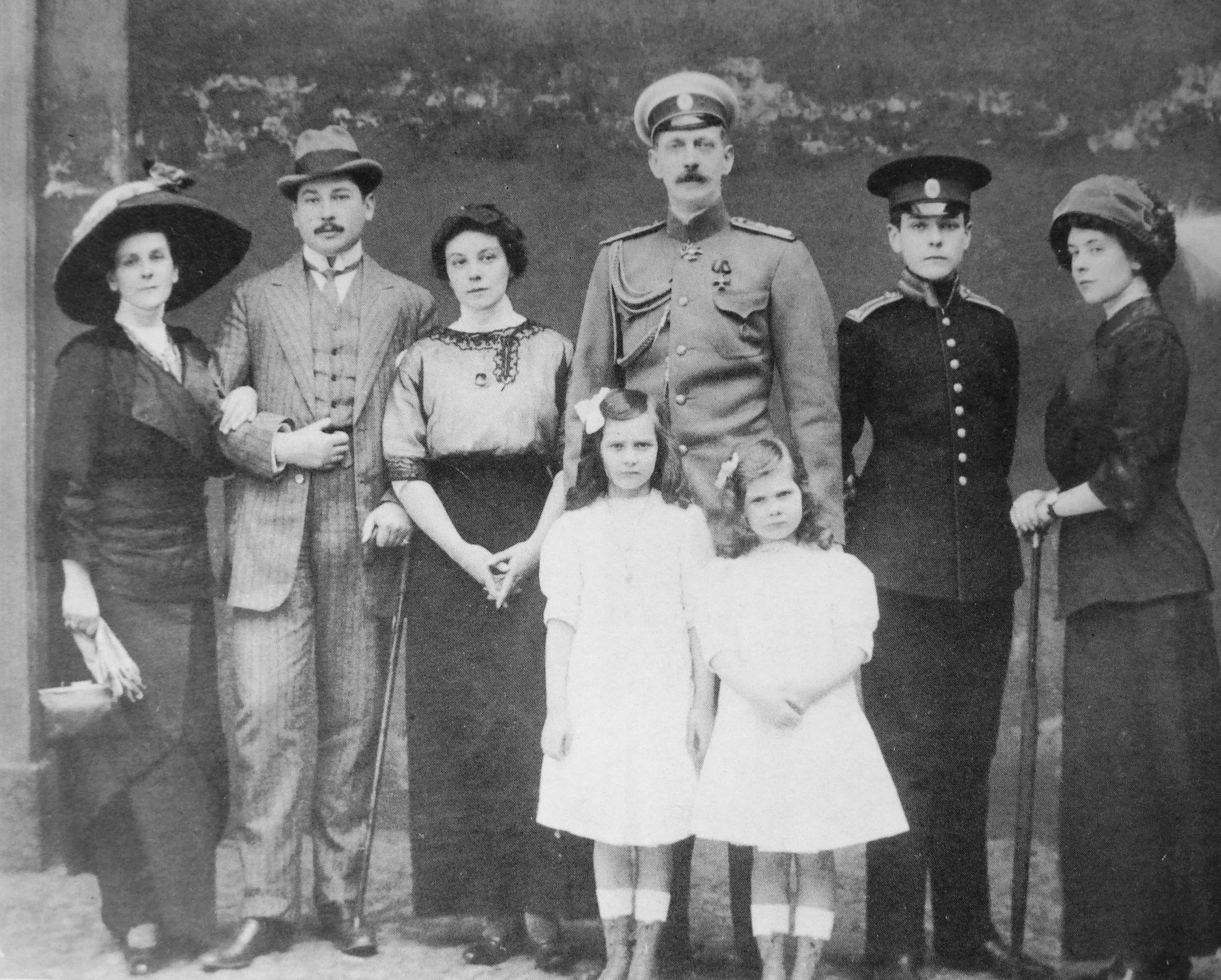
Павел Александрович, Ольга Палей и их дети, 1911

10 октября 1902 года в итальянском Ливорно вступил во второй (морганатический) брак с Ольгой Валерьяновной Пистолькорс, урождённой Карнович, разведённой женой своего бывшего подчинённого — гвардейского полковника Эриха фон Пистолькорса.
После этого супруги не смогли вернуться в Россию до начала Первой мировой войны. В 1904 году Ольга Валериановна получила для себя и детей баварский титул графов фон Гогенфельзен, а 28 августа 1915 года — российский титул князей Палей.
Дети:
- князь Владимир Павлович Палей (1896—1918) — сын Павла Александровича и Ольги Валериановны. Поэт. Убит большевиками под Алапаевском.
- княжна Ирина Павловна Палей (1903—1990) — замужем за князем императорской крови Фёдором Александровичем (сыном вел.кн. Александра Михайловича). Сын Михаил.
- княжна Наталья Павловна Палей (1905—1981) — манекенщица и актриса. Бездетна.

Владел дворцом в СПб. (Английская наб., д. 66-68 — Галерная ул., д. 69; куплен у наследников барона Штиглица), имением Репьевка в Симбирской губ., особняком в Булонь-сюр-Сен (ул. Виктора Гюго, д. 2) во Франции. Второй жене принадлежал дворец в Царском Селе (бывшая дача А. А. Половцова в Пашковом пер.).

## Арест и гибель
Вскоре после отречения императора Николая II Временное правительство приняло меры к изоляции Романовых.
21 марта (3 апреля) 1917 года лишён звания генерал-адъютанта в связи с упразднением всех военно-придворных званий.
31 марта (13 апреля) 1917 года числящийся по гвардейской кавалерии, инспектор войск гвардии, генерал от кавалерии великий князь Павел Александрович уволен, по прошению, от службы, с мундиром.
В марте 1918 года был сослан на Урал сын Павла Александровича Владимир Палей, который был казнён 18 июля того же года под Алапаевском.
Был арестован в августе 1918 года и водворён в тюрьму в Петрограде. 9 января 1919 года Президиум ВЧК (в заседании участвовали Петерс, Лацис, Ксенофонтов и секретарь Мурнек) вынес постановление: «Приговор ВЧК к лицам бывшей императорской своры — утвердить, сообщив об этом в ЦИК». 29 января 1919 года переведён в Петропавловскую крепость, где уже находились его двоюродные братья — великие князья Дмитрий Константинович, Николай Михайлович и Георгий Михайлович. Все четверо расстреляны рано утром следующего дня как заложники в ответ на убийство Розы Люксембург и Карла Либкнехта в Германии. Командовал экзекуционным отрядом некий Гордиенко, тюремный надзиратель, получавший в своё время ценные подарки из Кабинета Его Величества. Вероятно, погребён в братской могиле на территории Заячьего острова.
Жена великого князя, княгиня Ольга Палей, писала: 

Один старый тюремный служитель, видевший казнь, рассказал… В среду Павла одного привезли на Гороховую и продержали до десяти вечера. Потом объявили, что увозят без вещей. С Гороховой привезли в Петропавловку. Трёх других великих князей доставили со Шпалерной. Всех вместе отвели в тюрьму Трубецкого бастиона. В три ночи солдаты, по фамилиям Благовидов и Соловьёв, вывели их голыми по пояс и провели на территорию Монетного двора, где у крепостной стены напротив собора была вырыта общая могила, в которой уже лежали тринадцать трупов. Поставили князей на краю и открыли по ним стрельбу. За миг до выстрелов служитель слышал, как великий князь Павел произнёс громко:
— Господи, прости им, ибо не знают, что делают.
Сообщение о расстреле великих князей было опубликовано 31 января 1919 года в «Петроградской правде».
Канонизирован Русской православной церковью за границей в сонме Новомучеников российских 1 ноября 1981 года.
Реабилитирован постановлением Генеральной прокуратуры Российской Федерации 9 июня 1999 года.

## Отзывы о Павле Александровиче
Дядя Павел, Великий Князь Павел Александрович был самым симпатичным из четырёх дядей Царя, хотя и был несколько высокомерен — черта характера, заимствованная им у брата, Сергея, благодаря их близости. Он хорошо танцевал, пользовался успехом у женщин и был очень интересен в своем тёмно-зелёном, с серебром, доломане, малиновых рейтузах и ботиках Гродненского гусара. Беззаботная жизнь кавалерийского офицера его вполне удовлетворяла. Великий Князь Павел никогда не занимал ответственного поста. Его первая супруга — принцесса греческая — умерла в молодости, и во второй раз он женился на разведённой жене одного полковника, дважды нарушив традиции Царской Фамилии, так как Великие Князья не могли жениться на особах неравнородных, то есть не принадлежавших к владетельным домам Европы, а женщины, состоявшие в разводе, не имели права приезда ко двору. В виду этого он должен был покинуть пределы России и переселиться на неопределённое время в Париж. Мне, лично, думается, что Великий Князь Павел, встречаясь в своём вынужденном изгнании с выдающимися людьми, от этого только выиграл. Это отразилось на складе его характера и обнаружило в нём человеческие черты, скрытые раньше под маской высокомерия. Во время мировой войны он командовал Гвардейским Корпусом на германском фронте, но на государственные дела никакого влияния не имел.
— великий князь Александр Михайлович